# Johann Alois Seethaler
Pour les articles homonymes, voir Seethaler.
Johann Alois Seethaler, né en 1775 à Augsbourg et mort en 1835 dans la même ville, est un orfèvre allemand.

## Biographie
Seethaler est né à Augsbourg, fils de l'orfèvre Joseph Anton Seethaler. Son poinçon de maître porte, conformément à son nom de baptême Johann Nepomuk, le monogramme INS. Il est considéré dans l'histoire de l'art comme le dernier maître important de la corporation des orfèvres d'Augsbourg. Il obtint le droit de maîtrise en 1796 et fonda en 1803/04 un commerce d'argenterie officiellement géré depuis longtemps par son père. Il s'est distingué par de très bons contacts avec la cour royale de Munich. En 1807, l'entreprise a fabriqué un service de table pour la cour. Depuis lors, l'essentiel de sa création a porté sur des services de table de forme préclassique. Sa grande proximité commerciale avec la famille royale bavaroise lui a valu des conflits avec d'autres orfèvres bavarois. L'activité commerciale de Seethaler mérite également d'être mentionnée : il vendit à la cour de Munich ce que l'on appelle 'l'argenterie parisienne', que Napoléon avait initialement fait fabriquer par J. B. C. Odiot pour son frère Jérôme (Seethaler l'acheta directement à Jérôme pour 134.100 florins). Johann Alois Seethaler mourut en 1835 à Augsbourg. Après son décès, son fils Joseph Anton Seethaler II (de) (1799-1868). En raison de l'évolution de la situation politique, les grosses commandes ont cessé, ce qui a fait perdre à l'entreprise son importance exceptionnelle. Des fils de la famille ont finalement émigré à Francfort-sur-le-Main à la fin du XIXe siècle, où l'entreprise a entretenu des contacts commerciaux et familiaux pendant des décennies, en particulier avec la maison de banque Rothschild,.

## Œuvres
- Service de thé et de café (1814) à l'Ermitage de Saint-Pétersbourg
- Service de table (1817) pour la cour de Stuttgart, Stuttgarter Landesmuseum
- Calice au décor néoclassique, Hisorisches Museum der Pfalz, Speyer[7]
- Éléphant faisant partie d'un service de table (1810), collection privée [8]